# Esteban Stancov
Stefan Stancov Nidelchoff (Besarabia, Reino de Rumania, 2 de junio de 1927 - 17 de octubre de 2007) fue un escritor rumano-uruguayo.
Llegó junto con su familia a Uruguay a la edad de 3 años. Bautizado Stefan, en Uruguay su nombre fue castellanizado a Esteban.
En su infancia fue vendedor de caramelos en los tranvías, lustrabotas, zapatero y fotógrafo. Fue conocido como Pane.
Dentro de sus obras se destacan: Los cuentos del botija Pane, El pardo Sena, Abuelo Petar, La Gallina Rusa, La Prometida y Cartas de Sandalio.